# Entedon pallicrus
Entedon pallicrus är en stekelart som beskrevs av Erdös 1944. Entedon pallicrus ingår i släktet Entedon, och familjen finglanssteklar. Arten är reproducerande i Sverige.